# Trzebnica
Trzebnica (în germană Trebnitz) este un oraș în Polonia.